# مشاري القميزي
مشاري القميزي، لاعب كرة قدم سعودي يلعب حالياً في نادي الصفا.

## مسيرة اللاعب
لعب في نادي الشباب ونادي المجزل ونادي الدرعية ونادي الساحل ونادي الصفا.